# Cetatea Țărănească din Saschiz

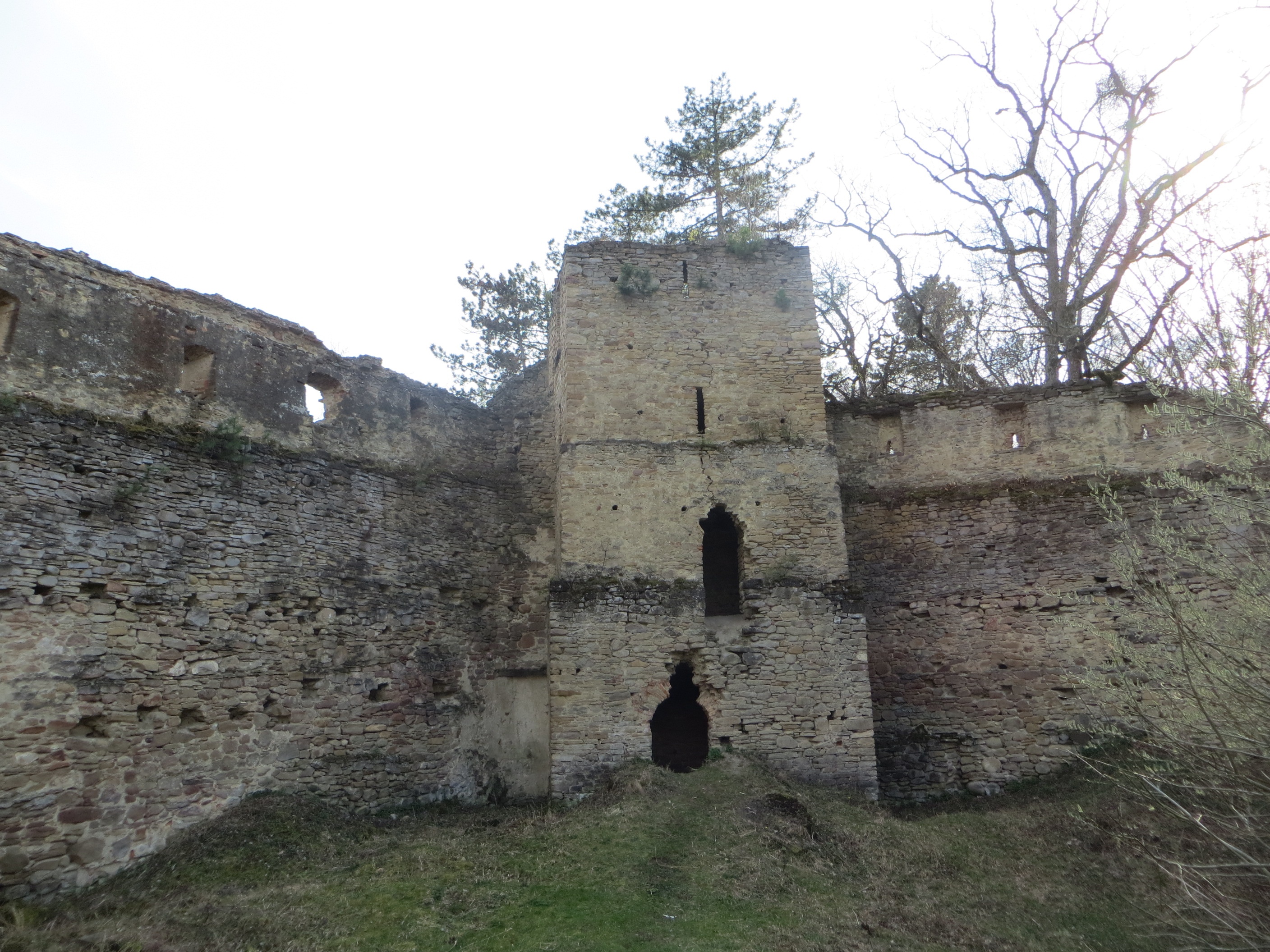

Cetatea Țărănească din Saschiz a fost o cetate ridicată de sași începând cu anul 1347 la 4 kilometri nord de localitatea Saschiz, pe un deal, denumit în dialectul săsesc Burchreech (Dealul cetății), care servea drept refugiu pentru localnici în caz de invazii, dar, în același timp, și pentru păstrarea alimentelor, deoarece asigura un regim termic adecvat.

## Descriere
Cetatea Țărănească situată pe un platou înalt de 681,5 metri se întinde pe o suprafață de 5000 de metri pătrați.Forma cetății este de poligon neregulat cu lungimea maximă de 90 m și lățimea maximă de 52 m. Zidul de incintă se ridica până la 10 m și în locurile strategice au fost construite șase turnuri: Turnul de Pază (Wächterturm), Turnul Porții (Torturm), Turnul Preotului (Pfarrerturm), Turnul Voievodal (Fürstenturm), Turnul Muniției / Pulberăriei (Pulverturm) și Turnul Școlii (Schulturm). În incinta cetății se mai găseau un heleșteu și o fântână adâncă de 50 m, despre care legenda spune că ar avea legături printr-un tunel subteran cu biserica fortificată.

## Istoric
Zidul de incintă a fost întărit inițial (sec. XV-XVI) cu trei turnuri: turnul de poartă, turnul școlii pe latura de sud și turnul voievodal pe latura de nord. Ulterior, extremitățile de nord-est și sud-est au fost consolidate prin construirea altor două turnuri, cunoscute sub denumirea de turnul preotului, spre mijlocul sec. XVI, respectiv turnul muniției, la începutul sec. XVII. Ulterior, în zona intrării a fost construit un zwinger, întărit la sud de un al șaselea turn, cel de pază.
În timpul invaziei otomane Cetatea Țărănească a fost un loc de refugiu unde nobilii din așezările învecinate își depuneau averea. Georgius Krauss arăta că bunurile din aur și argint depuse erau în valoare 135 de mărci de argint, cam aproximativ 249 de kilograme de aur. Pe lângă acestea s-au mai depus 820 de taleri și 3200 de florini, harnașamente pentru cai, lănci și săbii făcute  din argint, lucru care demonstrează faptul că cetatea era sigură și greu de cucerit.
Datorită distanței considerabile dintre vatra satului și colina pe care a fost construită Cetatea țărănească, în decursul timpului, Biserica fortificată din sat a devenit principalul loc de refugiu al sătenilor, cetatea pierzându-și din importanță.
Cetatea a fost bine întreținută de sași, până în 1940, când la ordinul lui Hitler s-a organizat strămutarea acestora în Germania sub lozinca Heim ins Reich (Acasă în Reich). După deportarea germanilor din România în Uniunea Sovietică, din 1945, a început distrugerea cetății de către locuitorii ne-germani ai Saschizului, care au folosit-o ca sursă de materiale de construcție. Astfel a ajuns ruină și uitată.
Abia din anul 2004, după ce primăria a curățat de copaci și lăstari coasta dealului pe care se afla vechea cetate săsească, ascunsă de ani de zile privirii, cetatea a devenit din nou vizibilă din vale și domină solemn Saschizul. Cu contribuția voluntarilor fost amenajat drumul care duce la cetate (trepte, bănci, coșuri de gunoi). 
Potrivit unui studiu de fezabilitate, readucerea Cetății Țărănești din Saschiz la stadiul în care se afla în anul 1965, când a fost abandonată, ar costa până în șase milioane de euro, inclusiv cu reabilitarea drumului de acces și introducerea utilităților.

## Monument istoric
Cetatea este monument istoric, având codul  MS-II-m-A-15780.